# Rita Williams
Pour les articles homonymes, voir Williams.
Rita Williams, née le 14 janvier 1976 à Norwalk (Connecticut), est une joueuse américaine de basket-ball, connue pour son sens de l'interception.  

## Biographie
Elle commence sa carrière universitaire au Junior college de Mitchell, qui obtient une troisième place au Junior College National Tournament avec des statistiques personnelles de 17,2 points et 8,4 interceptionspar rencontre. Elle rejoint dès l'année suivante les Huskies du Connecticut. En 1996-1997, pour son année junior, elle fait 107 interceptions, le troisième meilleur total historique des Huskies. En senior, elle est élue Most Outstanding Player de la finale de la Big East Conference et dans le second meilleure cinq de la Conférence sur l'année avec des moyennes de 16,7 points, 4,3 interceptions et 5,0 rebonds par match in 38 minutes.
Elle est le 13e choix de la draft WNBA 1998 par les Mystics de Washington. Lors de son année rookie, elle commence 18 des 30 matchs où elle participe, réussissant au moins une interception dans 27 rencontres sur 30. En 1999, les Mystics la proposent à la draft d'expansion.
En 2000, sous le maillot du Fever de l'Indiana, elle passe à 11,0  points et 3,2 passes décisives par rencontre, ses 2,38 interceptions par match, faisant d'elle la troisième de la ligue dans cette catégorie et la septième au ratio interceptions sur balles perdues et l'une des 10 joueuses à avoir un ratio positif. En 2001, ses statistiques sont de 11,9 points et 3,6 passes décisives. Elle réussit son premier double-double (20 points et 10 passes décisives) face au Shock de Détroit le 12 août. Ses huit interceptions le 10 août face au Sol de Miami sont alors un record du Fever. Elle est seconde de la WNBA dans cette catégorie statistique avec 2,25 balles volées par rencontre et au moins une dans 29 rencontres consécutives. Elle est sélectionnée pour le All-Star Game. En 2002, elle a des statistiques de 4,8 points, 1,5 rebond et 1,7 passe décisive en 29 rencontres, 20 avec Indiana puis 9 avec Houston, qu'elle rejoint le 20 juillet avec lesquels elle dispute ses trois uniques rencontres de playoffs. Non conservée par Comets de Houston, elle finit sa carrière WNBA en 2003 avec le Storm de Seattle.
En dehors de la saison WNBA, elle joue avec le Spirit de Springfield en National Women's Basketball League (NWBL) en 2002.
En 2013-2014, elle devient assistante de Kiesha Brown, autre ancienne joueuse WNBA, pour diriger l'équipe du lycée de Galloway.

## Distinctions personnelles
- Sélectionnée au All-Star Game WNBA 2001